# Biserica de lemn din Chechiș, Maramureș

Biserica de lemn din Chechiş, Maramureş

Portalul interior, semnificativ pentru capul încoronat din ax reprezentând pe Iisus Împărat şi pentru semnătura meşterului Martin.

Biserica de lemn din Chechiș se află în Muzeul Satului din Baia Mare unde a fost adusă după 1939 din satul Chechiș, Maramureș. Ea este datată relativ din anul 1630. Biserica nu se află pe noua listă a monumentelor istorice.

## Imagini

Portalul interior
Pridvorul şi intrarea vestică
Absida altarului